# Silvio Passerini
Silvio Passerini (Cortona, 1469-Città di Castello, 20 de abril de 1529) fue un obispo y cardenal italiano.

## Biografía
Hijo de Rosado Passerini y de Margherita del Braca, oriundos de Florencia, fue educado en la corte del signore Lorenzo de Médici junto al hijo de éste, Giovanni, con quien trabó una duradera amistad; ambos se hallaron en la guerra de la Liga de Cambrai y fueron hechos prisioneros tras la batalla de Rávena, y en 1513, cuando Giovanni fue coronado papa con el nombre de León X, Passerini comenzó a acumular beneficios y a ascender en la Curia bajo su patrocinio.
Datario desde enero de 1514, fue creado cardenal presbítero en el consistorio del 1 de julio de 1517, recibiendo poco después el capelo y el título de San Lorenzo in Lucina, que durante un breve periodo cambió por el de San Pietro in Vincoli. En su dignidad cardenalicia participó en el cónclave de 1521-22 en que fue elegido papa Adriano VI y en el de 1523 en que salió Clemente VII. 
Fue administrador de la sede de Sarno entre 1518-19, legado papal en Umbría, obispo de Cortona desde 1521, administrador de la diócesis de Barcelona desde 1525 y de la de Asís desde el año siguiente, y regente de la República de Florencia durante la menor edad de Alejandro e Hipólito de Médicis.
Fallecido en 1529 en Città di Castello a los 60 años de edad, fue sepultado en la catedral de esta ciudad; en 1581 su cuerpo fue trasladado a la Basílica de San Lorenzo in Lucina de Roma.